# Liste der Biografien/Nou
Liste der Biografien |
Portal Biografien |
Personensuche
# |
A |
B |
C |
D |
E |
F |
G |
H |
I |
J |
K |
L |
M |
N |
O |
P |
Q |
R |
S |
T |
U |
V |
W |
X |
Y |
Z |
?
 
Na |
Nb |
Nc |
Nd |
Ne |
Nf |
Ng |
Nh |
Ni |
Nj |
Nk |
Nl |
Nm |
Nn |
No |
Nr |
Ns |
Nt |
Nu |
Nv |
Nw |
Nx |
Ny |
Nz
 
Noa |
Nob |
Noc |
Nod |
Noe |
Nof |
Nog |
Noh |
Noi |
Noj |
Nok |
Nol |
Nom |
Non |
Noo |
Nop |
Nor |
Nos |
Not |
Nou |
Nov |
Now |
Nox |
Noy |
Noz
Die Liste der Biografien führt alle Personen auf, die in der deutschsprachigen Wikipedia einen Artikel haben. Dieses ist eine Teilliste mit 92 Einträgen von Personen, deren Namen mit den Buchstaben „Nou“ beginnt.

## Nou
- Nõu, Enn (* 1933), estnischer Schriftsteller
- Nõu, Helga (* 1934), estnische Schriftstellerin
- Nõu, Tony (* 1998), estnischer Sprinter

### Noua
- Noua, Amine (* 1997), französischer Basketballspieler
- Nouane Asa, Andrew Souksavath (* 1972), laotischer römisch-katholischer Geistlicher und Apostolischer Vikar von Paksé

### Noub
- Noubi, Lucas (* 2005), belgischer Fußballspieler
- Nouble, Frank (* 1991), englischer Fußballspieler

### Nouc
- Nouconmey, Coffi Ives, beninischer Fußballspieler

### Noud
- Noudelmann, François, französischer zeitgenössischer Philosoph, Universitätsprofessor und Radiomoderator

### Noue
- Nouel, Adolfo Alejandro (1862–1937), Staatspräsident der Dominikanischen Republik und Erzbischof
- Nouet, Gustave-Jean-Marie (1878–1941), französischer Ordensgeistlicher und römisch-katholischer Apostolischer Vikar von Ghardaia nel Sahara

### Nouf
- Noufali, Yahya al (* 1988), omanischer Sprinter
- Noufflard, André (1885–1969), französischer post-impressionistischer Maler
- Noufflard, Berthe (1886–1971), französische Portraitmalerin

### Noug
- Nougaret, Pierre-Jean-Baptiste (1742–1823), französischer Schriftsteller
- Nougaro, Claude (1929–2004), französischer Jazz-Sänger, Dichter, Maler und Zeichner
- Nougayrède, Natalie (* 1966), französische Journalistin und Chefredakteurin
- Nougayrol, Jean (1900–1975), französischer Assyriologe
- Nougé, Paul (1895–1967), belgischer Dichter, Essayist und Kunstkritiker französischer Sprache
- Nougrères, Ana Brian, uruguayische Juristin und Datenschutzexpertin
- Nouguès, Jean (1875–1932), französischer Komponist
- Nouguier, Émile (1840–1897), französischer Bauingenieur

### Nouh
- Nouhoum, Assad (* 1994), deutscher FußballschiedsrichterAssad Nouhoum (* 1994)

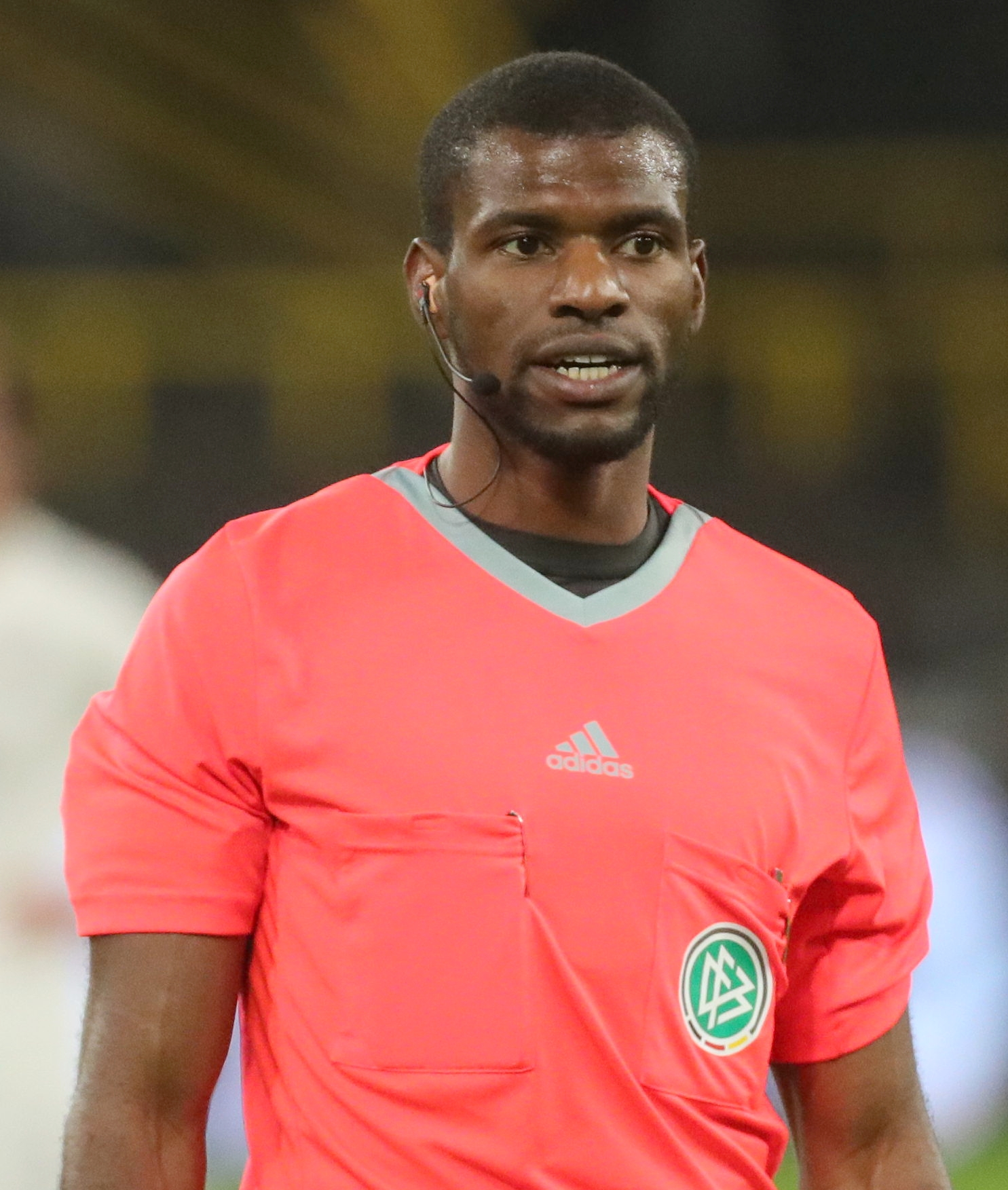
Assad Nouhoum (* 1994)

- Nouhuys, Heinz van (1929–2005), deutscher Verleger und Journalist

### Noui
- Nouioui, Lassad (* 1986), tunesischer Fußballspieler
- Nouira, Hédi (1911–1993), tunesischer Politiker

### Nouj
- Noujaim, Guy-Paul (* 1935), libanesischer Priester und Weihbischof in Joubbé, Sarba und Jounieh
- Noujaim, Jehane (* 1974), US-amerikanische Dokumentarfilmregisseurin
- Noujani, Nadia (* 1981), marokkanische Langstreckenläuferin

### Nouk
- Noukeu, Fernande (* 1988), ivorischer Fußballspieler
- Noukios, Nikandros, griechischer Reisender der Reformationszeit

### Noul
- Noulens, Joseph (1864–1944), französischer Staatsmann und Diplomat
- Noulet, Émilie (1892–1978), belgische Romanistin und Literaturwissenschaftlerin
- Noulet, Jean-Baptiste (1802–1890), französischer Naturforscher und Romanist

### Noum
- Nouma, Pascal (* 1972), französischer Fußballspieler und SchauspielerPascal Nouma (* 1972)

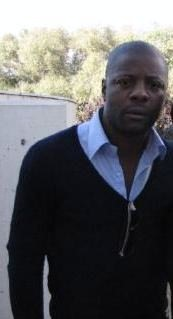
Pascal Nouma (* 1972)

- Noumakagnan, Jean-Louis (* 1962), beninischer Fußballspieler
- Noumazalaye, Edouard Ambroise (1933–2007), kongolesischer Politiker, Premierminister der Republik Kongo
- Noumonvi, Mélonin (* 1982), französischer Ringer

### Noun
- Nounay, Loryn (* 1999), französische Schauspielerin und Sängerin
- Nouni, Kader (* 1976), französischer Tennisschiedsrichter
- Nounkeu, Dany (* 1986), kamerunischer Fußballspieler

### Noup
- Noupue, Elvis (* 1983), kamerunischer Fußballschiedsrichterassistent

### Nour
- Nour Mohamed, Mohamed El (* 1996), katarischer Sprinter
- Nour, Adam Mohamed al (* 1988), sudanesischer Sprinter
- Nour, Anghel, bassarabischer Politiker und erster Bürgermeister von Chișinău
- Nour, Emad Hamed (* 1990), saudischer Mittelstreckenläufer
- Noura Al Sayeh Holtrop (* 1983), arabische Architektin und Kuratorin
- Nourdine Sidi, Hayda (* 1977), komorische Politikerin
- Noureldin, Karim (* 1967), Schweizer Künstler
- Nouri Shahroudi, Mohammad Reza, iranischer Diplomat
- Nouri, Abdelhak (* 1997), niederländisch-marokkanischer Fußballspieler
- Nouri, Alexander (* 1979), deutsch-iranischer Fußballspieler und -trainer
- Nouri, Brwa (* 1987), irakisch-schwedischer Fußballspieler
- Nouri, Cherine, deutsche R&B-Sängerin
- Nouri, Kasra (* 1990), iranischer politischer Aktivist
- Nouri, Mahamat (* 1947), tschadischer Politiker und Rebellenführer
- Nouri, Mani (* 1989), iranischer Schauspieler und Filmregisseur
- Nouri, Michael (* 1945), US-amerikanischer Schauspieler
- Nouri, Riad (* 1985), französisch-algerischer Fußballspieler
- Nouri, Wahabi (* 1970), deutscher Koch marokkanischer Herkunft
- Nouripour, Omid (* 1975), deutscher Politiker (Bündnis 90/Die Grünen), MdBOmid Nouripour (* 1975)

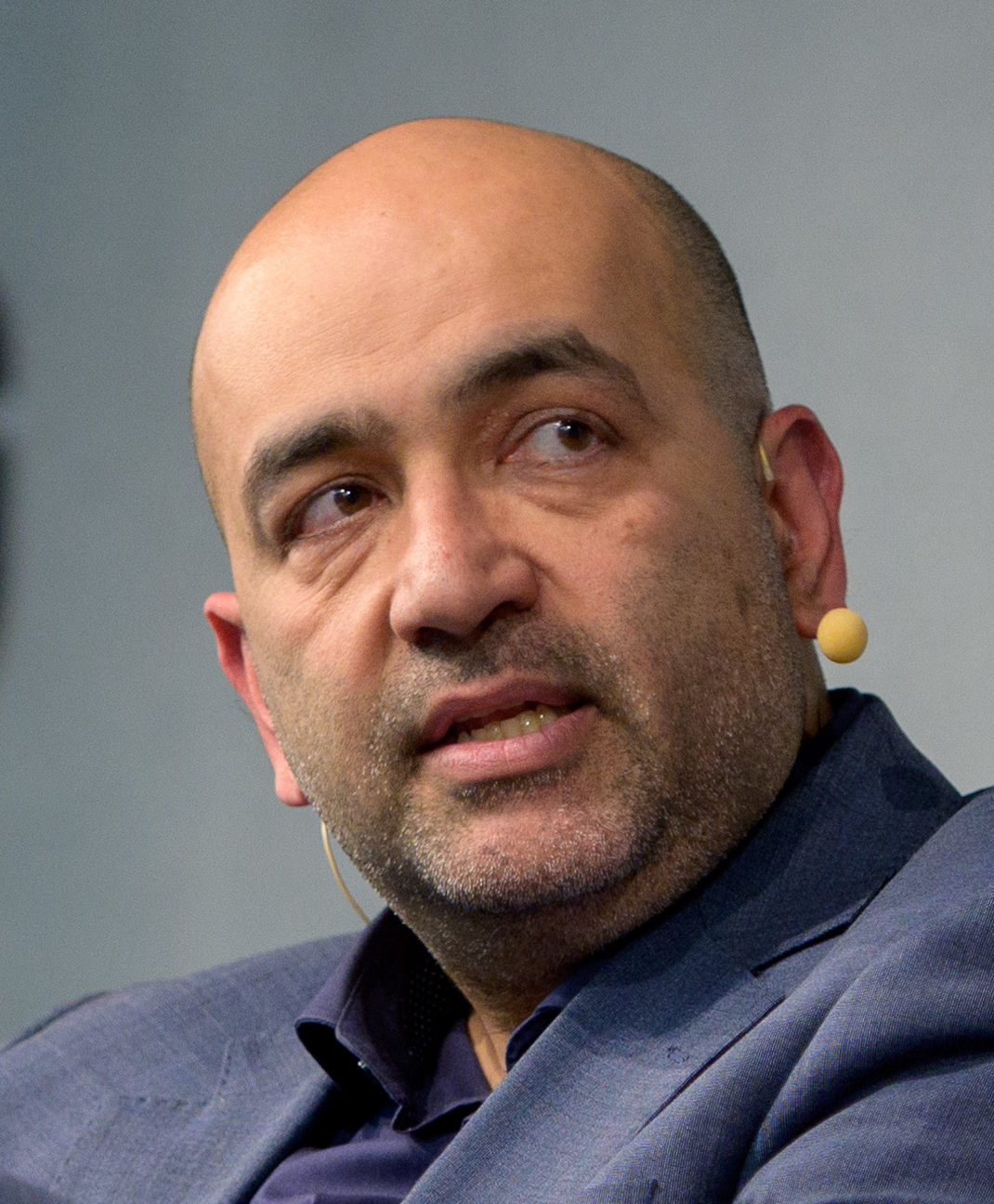
Omid Nouripour (* 1975)

- Nourissier, François (1927–2011), französischer Schriftsteller und Literaturkritiker
- Nourney, Alfred (1892–1972), Passagier der 1. Klasse der TitanicAlfred Nourney (1892–1972)

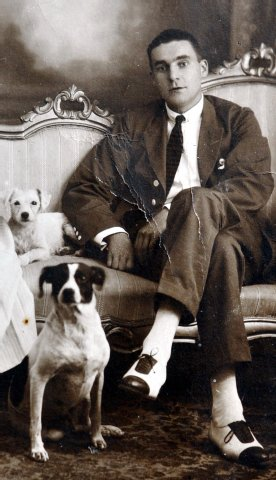
Alfred Nourney (1892–1972)

- Nourney, Gerhard (* 1943), deutscher Diplomat
- Nourollahi, Ahmad (* 1993), iranischer Fußballspieler
- Nourrichard, Christian (* 1948), französischer Geistlicher, römisch-katholischer Bischof von Évreux
- Nourrit, Adolphe (1802–1839), französischer Opernsänger (Tenor), Librettist und Komponist
- Nourry, Émile (1870–1935), Pariser Buchhändler und Verleger
- Nourse, Alan E. (1928–1992), US-amerikanischer Autor
- Nourse, Amos (1794–1877), US-amerikanischer Politiker
- Nourse, Edwin Griswold (1883–1974), US-amerikanischer Ökonom
- Nourse, Elizabeth (1859–1938), US-amerikanische Malerin, Bildhauerin und Möbel-Designerin
- Noury, Alain (* 1945), französischer Schauspieler

### Nous
- Nousiainen, Eetu (* 1997), finnischer Skispringer
- Nousiainen, Heikki (* 1945), finnischer Schauspieler
- Nousiainen, Mona-Liisa (1983–2019), finnische Skilangläuferin
- Nousiainen, Ville (* 1983), finnischer Skilangläufer
- Noussanne, Henri de (* 1865), französischer Journalist und Schriftsteller

### Nout
- Noutsos, Athanasios (* 1985), deutsch-griechischer Fußballspieler

### Nouv
- Nouveau, Germain (1851–1920), französischer Dichter
- Nouveau, Henri (1901–1959), deutsch-französischer Maler, Bildhauer, Komponist, Pianist, Schriftsteller und Kunsttheoretiker
- Nouvel, Arnaud († 1317), französischer Kardinal und Zisterzienser
- Nouvel, Jean (* 1945), französischer ArchitektJean Nouvel (* 1945)

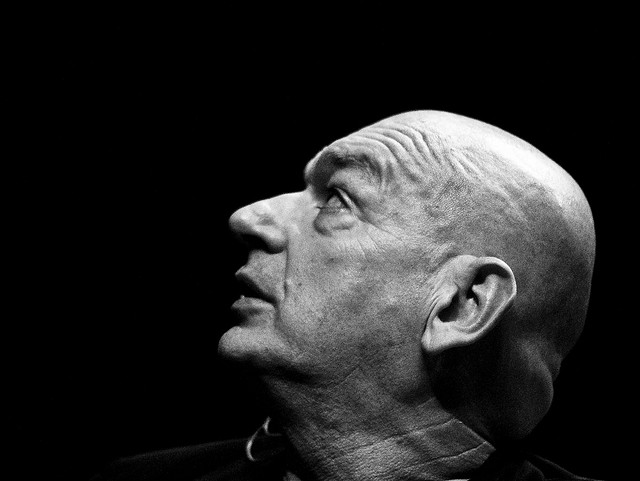
Jean Nouvel (* 1945)

- Nouvel, Walter Fjodorowitsch (1871–1949), russischer Autor

### Nouw
- Nouwen, Aniek (* 1999), niederländische Fußballspielerin
- Nouwen, Carla (* 1986), niederländische Tischtennisspielerin
- Nouwen, Henri J. M. (1932–1996), niederländischer römisch-katholischer Priester, Theologe, Psychologe und Schriftsteller
- Nouwens, Théodore (1908–1974), belgischer Fußballspieler

### Nouy
- Nouy, Danièle (* 1950), französische Funktionärin

### Nouz
- Nouza, Jiří (* 1934), tschechoslowakischer Radrennfahrer
- Nouza, Petr (* 1998), tschechischer Tennisspieler
- Nouzenus, August Sebastianus (1503–1536), deutscher Theologe, Hebraist und Jurist